# Saint Laurent (film)
Pour les articles homonymes, voir Yves Saint Laurent (homonymie) et Saint-Laurent.
Ne pas confondre avec le film de Jalil Lespert sorti la même année nommé Yves Saint Laurent
Pour plus de détails, voir Fiche technique et Distribution.

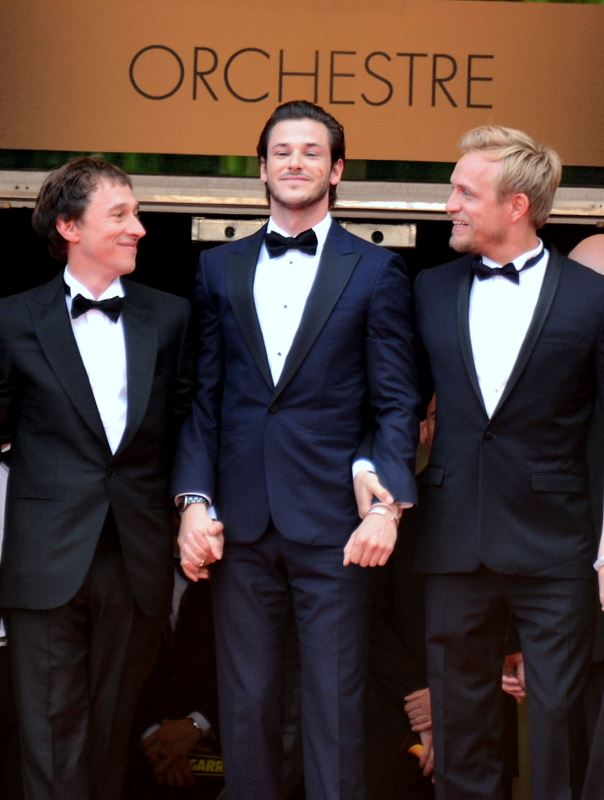
Bertrand Bonello, Gaspard Ulliel et Jérémie Renier lors de la présentation du film au festival de Cannes 2014.

Saint Laurent est un film biographique français écrit et réalisé par Bertrand Bonello, sorti en 2014. Le film revient sur la période 1967-1976 de la vie du célèbre grand couturier français Yves Saint Laurent. Un autre film sur le couturier, intitulé Yves Saint Laurent, est sorti quelques mois plus tôt.

## Synopsis
La vie d'Yves Saint Laurent, majoritairement entre 1967 et 1976, période « sombre » du couturier avec ses tourments professionnels et affectifs ainsi que sur ses relations avec le dandy Jacques de Bascher et celui qui est déjà son compagnon, Pierre Bergé. Le film se concentre sur ses méthodes de travail, sa rencontre avec ses deux muses, Loulou de la Falaise et Betty Catroux, les excès de ses nuits durant lesquelles le couturier sort beaucoup, mais surtout sur l'isolement quotidien et la pression exercée sur Saint Laurent. 
Bonello résume ainsi la ligne directrice du film « Nous n'étions pas intéressés à montrer comment Yves Saint Laurent est devenu un génie. Nous voulions montrer ce que cela lui a coûté chaque jour d'être qui il était, et c'est pourquoi, au début du film, il est déjà une star ».
Le film est dédié à Yves Bonello (orthographié Yves B. au générique), le père du cinéaste.

## Fiche technique
- Titre original : Saint Laurent
- Réalisation : Bertrand Bonello
- Scénario : Thomas Bidegain et Bertrand Bonello
- Décors : Katia Wyszkop
- Costumes : Anaïs Romand, assistée par Olivier Châtenet (conseiller historique)
- Photographie : Josée Deshaies
- Son : Nicolas Cantin, Nicolas Moreau, Jean-Pierre Laforce
- Montage : Fabrice Rouaud
- Musique : Bertrand Bonello
- Production : Éric et Nicolas Altmayer, Christophe Lambert
- Sociétés de production : Mandarin Cinéma, EuropaCorp, coproduit par Arte France Cinéma, en association avec SofiTVciné1
- Société de distribution : EuropaCorp Distribution
- Pays de production :  France
- Langue originale : français
- Genre : biographique
- Durée : 150 minutes
- Format : couleur - 1.85 : 1 - 35 mm
- Dates de sortie[6] :
  - France : 17 mai 2014 (Festival de Cannes) ; 24 septembre 2014 (sortie nationale)
  - Belgique : 24 septembre 2014
  - Suisse romande : 1er octobre 2014
  - Québec : 22 mai 2015

## Distribution
- Gaspard Ulliel : Yves Saint Laurent
- Jérémie Renier : Pierre Bergé
- Louis Garrel : Jacques de Bascher
- Léa Seydoux : Loulou de la Falaise
- Amira Casar : Anne-Marie Munoz
- Aymeline Valade : Betty Catroux
- Helmut Berger : Yves Saint Laurent, âgé
- Micha Lescot : Monsieur Jean-Pierre
- Valeria Bruni Tedeschi : Mme Duzer, une cliente
- Valérie Donzelli : Renée
- Jasmine Trinca : Talitha Getty
- Raphaël Neal : Thadée Klossowski
- Travis Kerschen (en) : Jean-Paul
- Thierry de Peretti : le rédacteur en chef de Libération
- Brady Corbet : l'homme d'affaires Squibb (non crédité)
- Bertrand Bonello : le journaliste de Libération
- Thomas Bidegain : le journaliste de Libération
- Dominique Sanda : la mère d'Yves Saint-Laurent
- Patrick Pelloux : le médecin
- Ernst Umhauer : Pascal
- Alice Barnole : Madeleine

## Production

### Développement et genèse
C'est le premier film de commande de Bertrand Bonello, dont plusieurs projets précédents n'auront pas abouti (résumés dans l'ouvrage Films Fantômes). Après le succès critique de L'Apollonide : Souvenirs de la maison close, les frères producteurs Éric et Nicolas Altmayer proposent la réalisation d'un biopic sur le célèbre couturier en novembre 2011. Bonello s'intéresse au sujet même s'il précise : « Je déteste les biopics ». De fait il souhaite échapper aux principes qui président à ce genre cinématographique . Les producteurs obtiennent un accord de principe de François Pinault, propriétaire de la marque Yves Saint Laurent, et disposent d'un budget théorique de douze millions d'euros.
Film biographique — réalisé sans l'aval de Pierre Bergé — le scénario mêle des scènes proches de la réalité historique, ainsi que d'autres librement réalisées par Bertrand Bonello, « écart entre la vérité historique et sa vision d'artiste. » Celui-ci précise à propos du couturier que le film « s'écarte du verbatim habituel, du biopic qui le consacre. […] L'idée était d'inventer le personnage, de s'écarter de la narration linéaire propre au biopic. L'homme Saint Laurent est un terrain propice au romanesque ». Bonello n'a jamais consulté Pierre Bergé pour obtenir son aval sur ce projet. Les libertés prises par le metteur en scène dans la vie du couturier ne satisfont pas Pierre Bergé qui empêche la production de consulter les archives Saint Laurent  (contrairement au biopic de Lespert), entraînant un conflit entre la production, le réalisateur, et Bergé ; ce dernier écrit sur Twitter : « Je détiens le droit moral sur l’œuvre d'YSL, son image et la mienne, et n'ai autorisé que Jalil Lespert. Un procès en vue ? » Finalement, il rencontre le réalisateur par l'entremise d'Ingrid Caven et chacun tente « de calmer la situation. » Lors de la cérémonie des César, Pierre Bergé dénonce un film « homophobe […] César de complaisance ».

### Attribution des rôles
Gaspard Ulliel est finalement choisi en 2012 après plusieurs séances de travail étalées sur quelques mois puis perd douze kilos pour se rapprocher au mieux de son personnage. Il avait déjà été pressenti pour jouer le rôle du couturier dans le projet avorté de Gus Van Sant.
L'acteur américain Willem Dafoe était annoncé dans le rôle d'Andy Warhol. Mais lors du Festival de Cannes 2014, le réalisateur Bertrand Bonello confirme que cette rumeur était infondée. Andy Warhol apparaît uniquement en voix-off dans le film.

### Tournage
La plupart des scènes d'intérieur ont été tournées dans un hôtel particulier, avenue d'Iéna à Paris. Celles de défilés et de boîtes de nuit se sont faites dans des rues de Paris. Le club Le Sept est reconstitué au ParisParis avenue de l'Opéra.

### Musique
De nombreux extraits musicaux sont aussi inclus dans le film :
- I Put a Spell on You de Creedence Clearwater Revival.
- Venus in Furs du Velvet Underground.
- Since I Found My Baby de The Metros.
- The Night de Frankie Valli & The Four Seasons.
- Didn't Say a Word de Patti Austin.
- If it's all the same to you babe de Luther Ingram.
- Faithfull Man de Lee Fields and the Expressions.
- The Cold Song

### Biographie concurrente
Une autre biographie cinématographique sur le couturier, Yves Saint Laurent, réalisée par Jalil Lespert, est développée en même temps que le long métrage de Bonello. Ce projet a une production plus rapide pour sortir en premier. Dès 2012 tout le monde sait donc qu'il y aura deux films sur le même sujet. Afin d'éviter l'effet doublon de ce genre de situation qui entraîne souvent l'échec commercial (tel, en 2009, Coco Chanel et Igor Stravinsky qui sortit quelques mois après Coco avant Chanel), le budget est réduit d'un tiers, et la sortie est décalée. La principale conséquence est que l'époque abordée dans Saint Laurent est moins étendue que prévu. Surtout, le montage est adapté après la sortie du premier biopic, Bonello faisant le choix de supprimer une grande partie des quarante premières minutes. Finalement Canal+ accepte de financer les deux films.

## Accueil

### Festivals et sorties
Alors que le film aurait dû sortir initialement le 14 mai 2014, sa date de sortie nationale est repoussée au 1er octobre 2014, afin d'éviter l'affrontement avec l'autre biopic sur le couturier. Ceci permet à Saint Laurent d'être sélectionné au Festival de Cannes (il est la 3e réalisation de Bonello à figurer en compétition). Le film est projeté à Cannes le 17 mai 2014. Une première a lieu début juin à New York.
Finalement, le film sort une semaine plus tôt, le 24 septembre 2014, ce qui lui permet d'être éligible à l'Oscar du meilleur film étranger.

### Oscar du meilleur film étranger
Le film est choisi le 22 septembre 2014 pour représenter la France à l'Oscar du meilleur film en langue étrangère, succédant au film biographique Renoir. La promotion et la distribution américaine, prévue pour mai 2015, est assurée par Sony Pictures Classics.

### Critiques

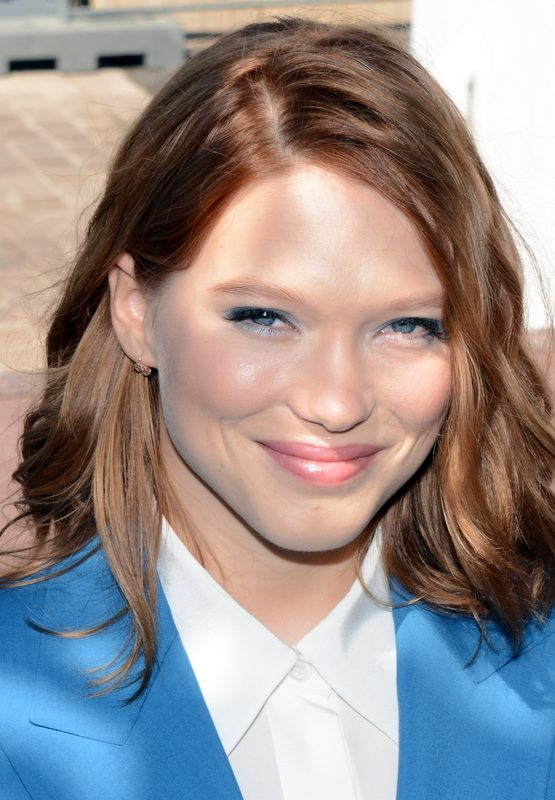
L'actrice Léa Seydoux pour la présentation du film au Festival de Cannes 2014.

Le film reçoit de bons avis au Festival de Cannes. Il a une note moyenne de 4/5 sur Allociné d'après 29 critiques. VSD est élogieux, précisant que sous deux approches différentes face au précédent biopic, ce film « est superbe » et remarque l'interprétation de Gaspard Ulliel. Pour la sortie du film, Madame Figaro consacre un article de plusieurs pages au réalisateur et donne un avis très positif de celui-ci ainsi que de son film. Les chroniqueurs du Cercle classèrent le film 5e au top des films de l'année 2014.
Malgré tout, d'autres avis sont exprimés, à l'image de celui de Pascal Mérigeau dans Le Nouvel Observateur, qui souligne les qualités des deux principaux acteurs mais également les nombreuses omissions du réalisateur et précise que le film « a été négligé par les jurés [du Festival de Cannes], mais il n'y a pas d'injustice. Le Saint Laurent de Bertrand Bonello constitue une déception […] cette chronique impressionniste séduit par instants, […] mais n'émeut jamais. » La semaine précédente dans ce même magazine, Fabrice Pliskin compare les deux biopics et souligne lui aussi la prestation de Ulliel mais reste plus réservé sur celle de son compère : « L'excellent Jérémie Renier n'a, hélas, pas assez de matière ou de tissu pour habiller son personnage. » En parallèle du film, la prestation de Gaspard Ulliel est maintes fois soulignée par la presse, comme Le Parisien Magazine qui fait sa couverture avec l'acteur, le citant comme étant « envoûtant » et précisant que « son interprétation […] nous avait convaincu au point de confondre son rôle […] avec le vrai personnage. ». Le film déçoit les Cahiers du cinéma, pourtant grands fans de L'Apollonide : Souvenirs de la maison close.
La critique internationale fut divisée sur le long métrage, les avis américains ne partagent pas l'enthousiasme français.

### Box-office
Lors de sa sortie, le film réalise 140 000 entrées ; il est second au classement hebdomadaire derrière les 200 000 entrées de Elle l'adore. Il totalise 356 000 entrées en France en cinq semaines d'exploitation, c'est le meilleur score pour un film de Bonello, pratiquement plus que tous ses longs métrages précédents réunis. Un résultat faible néanmoins au regard du film concurrent vu par un million et demi de spectateurs, mais en même temps logique, le début de l'automne n'étant pas la période la plus favorable pour la sortie d'un film en France. Sa sélection au Festival de Cannes lui apporte cependant un prestige supplémentaire, plus international.

## Distinctions

### Récompenses
- Magritte 2015 : Meilleur acteur dans un second rôle pour Jérémie Renier
- 20e cérémonie des Prix Lumières : Prix Lumières du meilleur acteur pour Gaspard Ulliel
- 40e cérémonie des César : Meilleurs costumes pour Anaïs Romand

### Nominations et sélections
- AFI Fest 2014 : sélection « Special Screenings »
- Festival de Cannes 2014 : sélection officielle, en compétition
- Sélectionné pour représenter la France à l'Oscar du meilleur film en langue étrangère lors de la 87e cérémonie des Oscars
- Satellite Awards 2015 : meilleurs costumes pour Anais Romand
- 20e cérémonie des Prix Lumières :
  - Meilleur film
  - Meilleur réalisateur pour Bertrand Bonello
  - Meilleur scénario pour Bertrand Bonello et Thomas Bidegain
- 40e cérémonie des César[n 3] :
  - Meilleur film
  - Meilleur réalisateur pour Bertrand Bonello
  - Meilleur acteur pour Gaspard Ulliel
  - Meilleur acteur dans un second rôle pour Jérémie Renier
  - Meilleur acteur dans un second rôle pour Louis Garrel
  - Meilleurs décors pour Katia Wyszkop
  - Meilleure photographie pour Josée Deshaies
  - Meilleur montage pour Fabrice Rouaud
  - Meilleur son pour Nicolas Cantin, Nicolas Moreau et Jean-Pierre Laforce
  - Les producteurs Éric et Nicolas Altmayer pour Mandarin Films sont finalistes du Prix Daniel Toscan du Plantier
- 10e cérémonie des Globes de Cristal : Meilleur acteur pour Gaspard Ulliel